# Museu Nacional da Escócia
Museu Real da Escócia (em inglês:Royal Museum) é o antigo nome do Museu Nacional da Escócia, um dos principais museus do Reino Unido, localizado na Cidade Velha de Edimburgo. Foi inaugurado no século XIX e ampliando em 1990 quando foi introduzida uma nova ala. 

## Coleções
O museu contem artefatos de várias áreas envolvendo a Geologia, Arqueologia, História natural, Ciência, Tecnologia e Arte. A exposição mais visitada é a do corpo embalsamado da Ovelha Dolly, o primeiro mamífero clonado. Outros destaques são os achados arqueológicos do Egito Antigo, o esqueleto de uma Baleia e uma parte da coleção pessoal de Elton John doada ao museu. A ala do museu referente aos mamíferos marinhos está fechado atualmente para reformas.

## Coleções temporárias
O museu tem atualmente uma exposição sobre Pablo Picasso intitulada Fired With Passion ou Despedido com Paixão e para a visitação é cobrada uma taxa extra. Outra exposição foi a de Ivy Wu com coleções do Japão, China e Coreia e funcionou de 2006 a outubro 2008.

## Construção

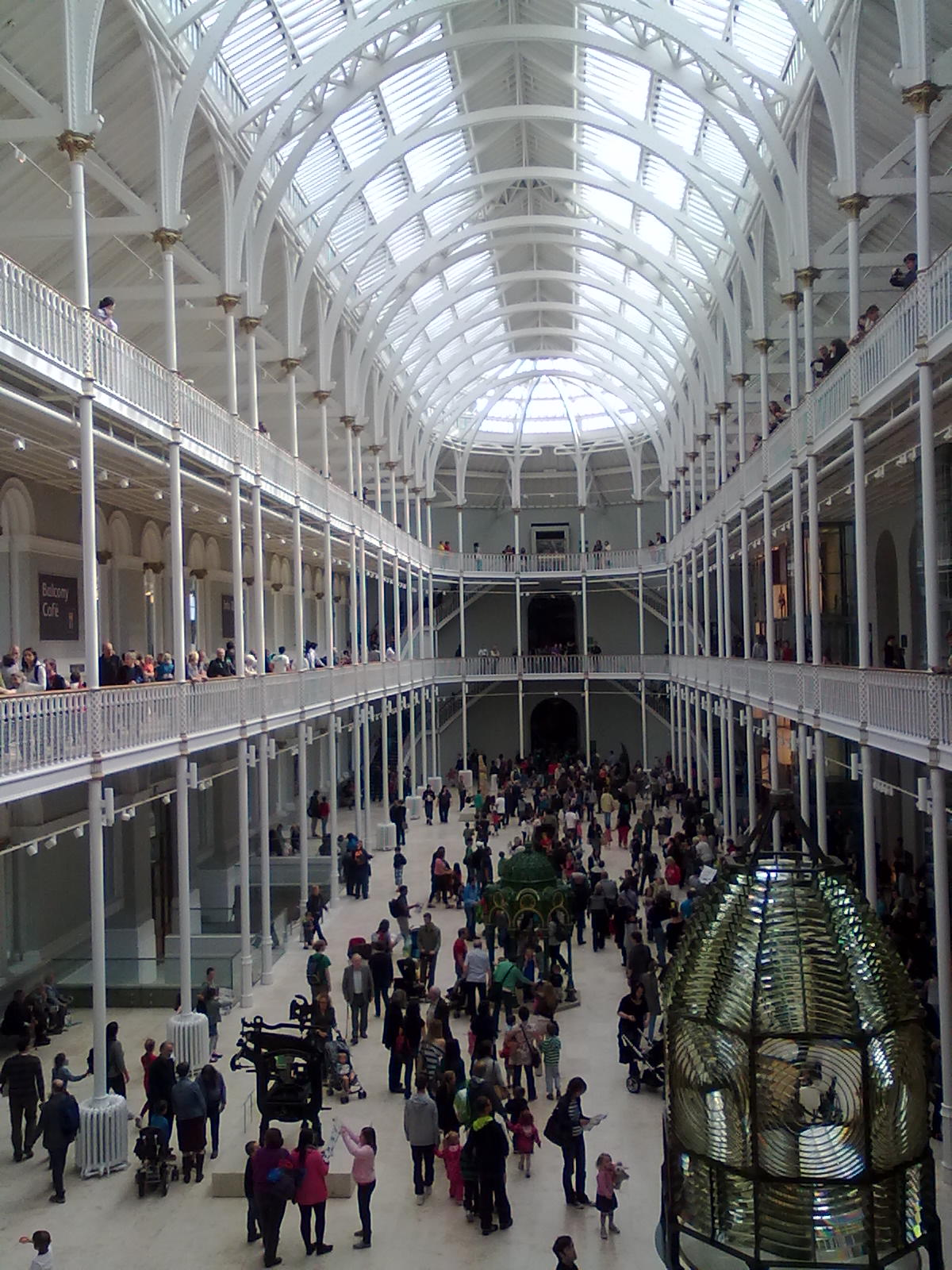
Vista do dia de inauguração do museu na Grande Galeria

A construção começou em 1861 e foi concluídas em fases distintas. A principal etapa do prédio foi concluída em 1888 e concebida por Francis Fowke, que também projetou o Real Salão Alberto em Londres. O exterior foi inspirado na Renascença de Veneza e o interior no The Crystal Palace. Grande parte da coleção atual do museu foi transferido do Museu da Universidade de Edimburgo. O museu tem passado por várias reformas e ampliações desde que foi aberto, mas a principal ocorreu em 1998, quando se fundiu com o Museu da Escócia passado a se chamar Museu Real da Escócia.